# لوهما
لوهما (به آلمانی: Löhma) یک شهر در آلمان است که در زاله-ارلا واقع شده‌است. لوهما ۲۹۸ نفر جمعیت دارد.